# Renaldo Nehemiah
Renaldo Nehemiah (Newark, 24 maart 1959) is een Amerikaanse voormalige hordeloper. Begin jaren tachtig behoorde hij tot de wereldtop op de 110 m horden. Zo stond hij van 1978 tot 1981 als eerste op de wereldjaarranglijst, werd viermaal Amerikaans kampioen en verbeterde driemaal het wereldrecord in deze discipline. Met zijn derde wereldrecord doorbrak hij als eerste atleet ter wereld tevens de dertien seconden barrière.

## Biografie
Als Highschool student werd Nehemiah in 1977 op de 110 m horden Amerikaans jeugdkampioen. Vervolgens werd hij als student aan de Universiteit van Maryland op dit nummer van 1978 tot 1980 driemaal seniorkampioen. In 1979 verbeterde hij tweemaal het wereldrecord. In datzelfde jaar veroverde hij een gouden medaille op de 110 m horden bij de Pan-Amerikaanse Spelen en de Wereldbeker. In 1980 won hij de US Olympic Trials en hij zou een zekere kandidaat voor olympisch goud zijn geweest, als de Olympische Spelen van dat jaar, die in Moskou plaatsvonden, niet door President Carter waren geboycot.
In 1981 was Renaldo Nehemiah de eerste atleet die erin slaagde de 110 m horden binnen de dertien seconden te lopen. Met 12,93 s verbeterde hij op 19 augustus 1981 in Zürich het wereldrecord, dat pas in 1989 door Roger Kingdom weer verbeterd zou worden.
Zonder uitzicht op een plek in het Amerikaans olympisch team tekende Nehemiah in 1982 een profcontract als Americanfootballspeler bij de San Francisco 49ers. Hij speelde drie jaar lang in de National Football League. In 1984 won hij de Superbowl met de San Francisco 49ers. In 1986 vierde hij zijn comeback in het atletiekcircuit. Hij wist zich in enkele jaren tijd weer op te werken tot een snelste tijd van 13,19. Vanwege een blessure moest hij zich echter in 1991 voor de wereldkampioenschappen in Tokio terugtrekken, wat het definitieve einde van zijn atletiekloopbaan inluidde.
Sindsdien werkt Renaldo Nehemiah als atletenmanager. Hij heeft onder meer de olympisch kampioen van 1996 en zevenvoudig wereldkampioen (indoor plus outdoor) op de horden Allen Johnson, de vicewereldkampioen van 2005 op de 400 m horden James Carter en de olympisch kampioen van 2012 op de 400 m Kirani James onder contract gehad.

## Titels
- Pan-Amerikaanse Spelen kampioen 110 m horden - 1979
- Amerikaans kampioen 110 m horden - 1978, 1979, 1980
- Amerikaans indoorkampioen 60 yd horden - 1979
- NCAA-kampioen 110 m horden - 1985
- NCAA-indoorkampioen 60 m horden - 1978, 1979
- Brits AAA-kampioen 110 m horden - 1981

## Persoonlijke records
Outdoor
| Onderdeel    | Prestatie       | Datum            | Plaats |
| ------------ | --------------- | ---------------- | ------ |
| 110 m horden | 12,93 s (ex-WR) | 19 augustus 1981 | Zürich |

Indoor
| Onderdeel   | Prestatie | Datum           | Plaats   |
| ----------- | --------- | --------------- | -------- |
| 50 m horden | 6,36 s    | 3 februari 1979 | Edmonton |
| 55 m horden | 6,89 s    | 20 januari 1979 | New York |

### Wereldrecordontwikkeling
| Tijd (s) | Datum            | Plaats   |
| -------- | ---------------- | -------- |
| 13,16    | 14 april 1979    | San José |
| 13,00    | 6 mei 1979       | Westwood |
| 12,93    | 19 augustus 1981 | Zürich   |

## Palmares

### 60 yd horden
- 1979:  Amerikaanse indoorkamp. - 6,94 s

### 110 m horden
- 1978:  Amerikaanse kamp. - 13,28 s
- 1979:  Pan-Amerikaanse Spelen - 13,20 s
- 1979:  Amerikaanse kamp. - 13,19 s
- 1979:  Wereldbeker - 13,39 s
- 1980:  Amerikaanse kamp. - 13,49 s
- 1980:  Olympische Boycot Spelen - 13,31 s (wind)
- 1991:  Grand Prix Finale - 13,64

## Prestatieontwikkeling
| Jaar    | Wereldranglijst     | Tijd     |
| ------- | ------------------- | -------- |
| 1978    | 1                   | 13,23    |
| 1979    | 1                   | 13,00 WR |
| 1980    | 1                   | 13,21    |
| 1981    | 1                   | 12,93 WR |
| 1982    | Alleen indoor       |          |
| 1982-85 | Football sabbatical |          |
| 1986    |                     | 13,48    |
| 1987    |                     | 13,71    |
| 1988    | 10                  | 13,43    |
| 1989    | 4                   | 13,20    |
| 1990    | 6                   | 13,22    |
| 1991    | 4                   | 13,19    |

## Onderscheidingen
- ACC Athlete of the Year - 1979

- World Athletics: 14354067
- International Standard Name Identifier: 0000 0000 2154 1165
- Library of Congress Control Number: n79105232
- Virtual International Authority File: 55428759
- WorldCat: E39PBJjMG9yCk8XYWjrtrgFdwC